# 道覚法親王
道覚法親王（どうかくほっしんのう、元久元年（1204年）- 建長2年1月11日（1250年2月13日））は、鎌倉時代前期から中期にかけての天台宗の僧。父は後鳥羽天皇。母は尾張局。親王宣下後の入道のため、道覚入道親王（どうかくにゅうどうしんのう）とも。

## 略歴
承元2年（1208年）、親王宣下を受けて朝仁と称した。建保4年（1216年）、出家して慈円・慈賢・真性などに天台教学を学んだ。慈円は青蓮院門跡を道覚に譲る予定であったが、承久の乱で後鳥羽院が隠岐に流されると、承久3年（1221年）に青蓮院を退出せざるを得なかった。
宝治元年（1247年）に天台座主となり、翌宝治2年（1248年）に後嵯峨上皇の院宣によって青蓮院門跡を引き継いでいる。しかし、青蓮院の継承は慈円の孫弟子にあたる慈源（九条道家の子）を訴訟によって青蓮院から追放したものであり、道覚が死去すると慈源の青蓮院門跡への復帰が認められた。だが、道覚も慈源も独自に後継者を指名した上、慈源が父・道家の失脚によって再度青蓮院を追われたために青蓮院は2派に分裂し、その最終的な解決は後醍醐天皇の仲裁によって尊円法親王が継承する建武3年（1336年）までかかることになった。墓所は善峯寺の青蓮院宮墓地。